# Thelypteris schizotis
Thelypteris schizotis là một loài thực vật có mạch trong họ Thelypteridaceae. Loài này được (Hook.) M. Kessler & A.R. Sm. mô tả khoa học đầu tiên năm 2006.